# Marmota marmota
La marmotta alpina [Marmota marmota (Linnaeus, 1758)] è un roditore della famiglia degli Sciuridae, vive ad altitudini superiori ai 1.500 metri, al limite superiore della foresta, dove gli alberi si diradano e diminuiscono di grandezza. Normalmente le altitudini in cui vive la marmotta vanno dai 2000 metri ai 3000 s.l.m.. 
Le famiglie si nutrono d'erba, di radici, di granaglie e di foglie. A fine settembre si ritrovano nelle loro tane e dopo averne ostruito l'ingresso affrontano poi il lungo periodo invernale chiamato letargo. Il loro ritmo cardiaco rallenta notevolmente e il loro sonno sarà interrotto una dozzina di volte da brevi fasi di risveglio prima della fine del letargo.

## Descrizione

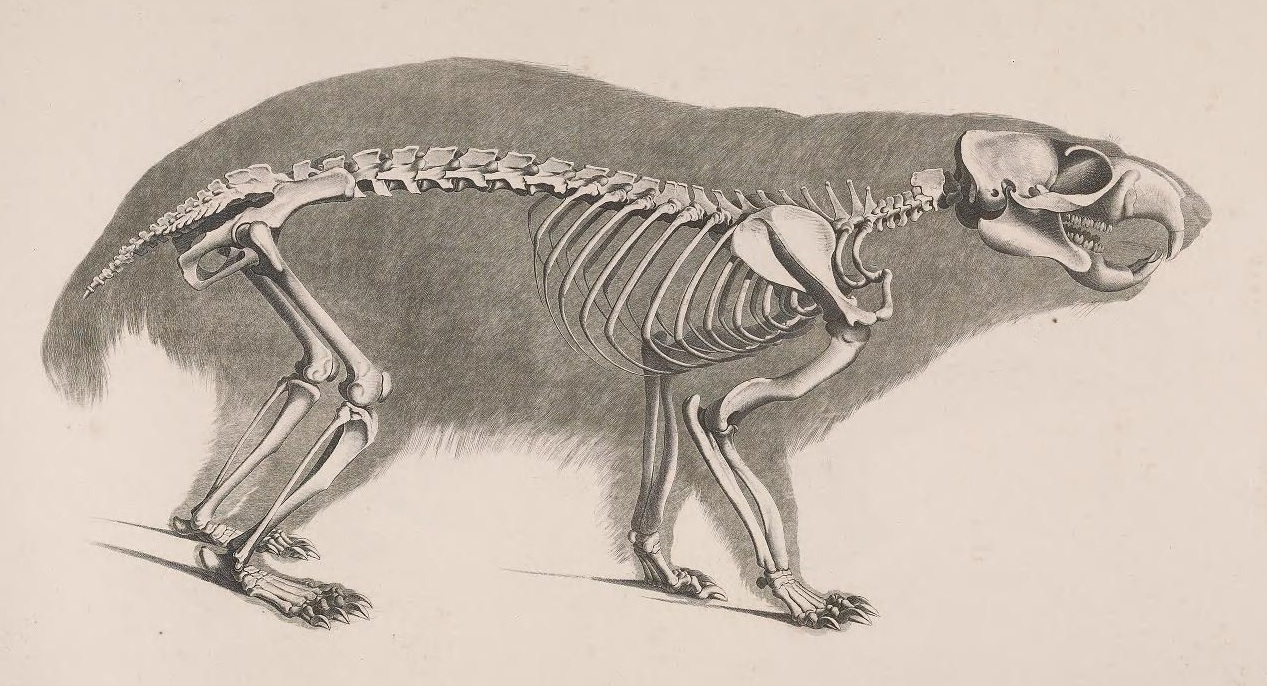
Scheletro di marmotta

È un animale dal corpo piccolo e dal peso che varia dai 3,5 kg in primavera ai 6,5 kg  a fine estate, per una lunghezza di circa 60 cm che ne comprende 10 di coda. È un plantigrado dalle zampe robuste e con artigli. La testa è caratterizzata da piccole orecchie a semicerchio e da lunghe vibrisse (peli da 4 a 7 cm). Queste hanno funzione sensoriale e si sviluppano velocemente. Tra il muso e l'occhio vi sono particolari ghiandole facciali il cui secreto serve al riconoscimento individuale e alla marcatura del territorio. La dimensione degli occhi è sviluppata, mentre le sue orecchie sono abbastanza piccole. 
Molto evidenti per il loro notevole sviluppo sono i denti incisivi. Sono privi di radice e pertanto a crescita continua: l'animale li consuma giornalmente durante la masticazione del cibo. Il colore della pelliccia è grigio-brunastro, con notevoli possibilità di variazioni individuali. I piccoli sotto l'anno di età sono facilmente riconoscibili, oltre che per le loro minori dimensioni, anche per il colore grigio uniforme del mantello. Le zampe sono piuttosto corte; le anteriori, in particolare, sono munite di forti e robuste unghie che servono all'animale per lo scavo delle tane. La coda, lunga circa 15 cm, è folta e costituisce, in relazione alla posizione che assume, un importante segnale nei rapporti sociali fra i vari componenti del gruppo. Le marmotte hanno la testa piccola ma allungata.

## Distribuzione

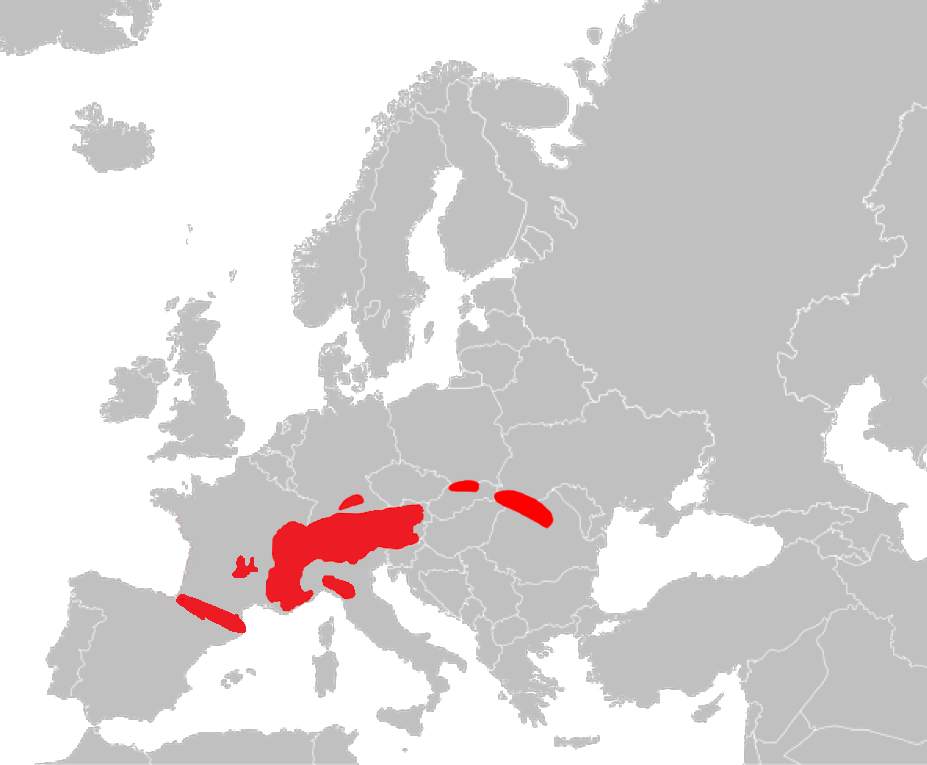
Distribuzione in Europa (2019)

Con due sottospecie la marmotta è diffusa nell'arco alpino (Marmota m. marmota) e in alcuni massicci montuosi della Germania e dei Carpazi (Marmota m. latirostris).

Nel 1948 è stata reintrodotta con successo nei Pirenei, da dove era scomparsa completamente agli inizi dell'era quaternaria; dopo il 1980 è stata introdotta anche sul Massiccio Centrale francese.
Dalla metà del secolo scorso, il Corpo Forestale dello Stato ha eseguito molte introduzioni sulle principali cime dell'Appennino tosco-emiliano. Questo perché la marmotta svolge un decisivo ruolo ecologico nell'alimentazione dei rapaci, come l'aquila reale.

## Biologia

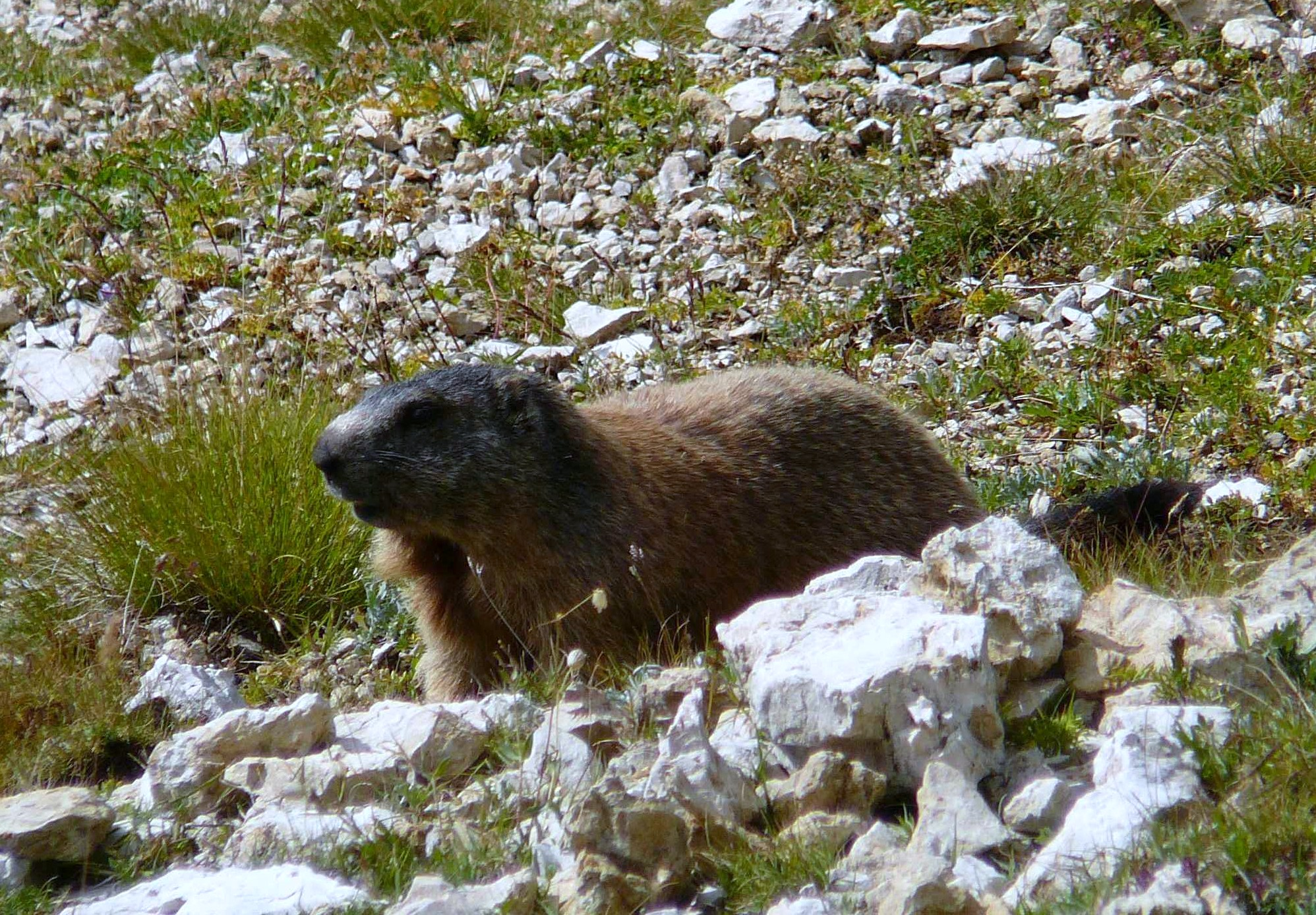
Un esemplare di marmotta nel Parco naturale dello Sciliar.

In Valle d'Aosta la fascia altitudinale maggiormente utilizzata dalla marmotta alpina si colloca fra i 1900 e i 2500 m di quota, ossia ai confini tra il piano subalpino superiore e quello alpino inferiore; nelle Alpi Liguri risulta invece maggiormente distribuita tra i 1700 e i 2400 m. La si può anche incontrare nelle pietraie, nelle radure e ai margini dei boschi. Vive in tane scavate nel terreno. Esse hanno diverse tipologie in relazione all'uso che devono svolgere.
Esistono tane di fuga, mentre le tane principali sono costituite da una o più aperture che conducono in gallerie profonde anche una decina di metri. All'interno vi sono numerose concamerazioni dove le marmotte passano la notte, partoriscono, trascorrono l'inverno. L'animale è diurno: esce dalla propria tana al mattino, per rientrarvi solo nelle ore più calde e al crepuscolo. Durante il giorno si dedica alla nutrizione, alla pulizia della pelliccia, a lunghe soste al sole e allo stare insieme agli altri, attività che svolge un'importante funzione nel rafforzare i rapporti sociali fra i vari componenti del gruppo.
La marmotta infatti non vive isolata ma in famiglie; ogni gruppo è generalmente costituito dal maschio e dalla femmina adulti oltre che dalle altre femmine. I giovani maschi vengono precocemente allontanati dalla famiglia dopo il primo anno di vita.
Questa specie trascorre la stagione invernale nello stato di letargo: tutti i componenti del gruppo si raccolgono nell'anfratto più ampio e profondo della tana, stretti gli uni agli altri per limitare la dispersione di calore. Durante questo periodo il metabolismo dell'animale subisce un notevole rallentamento: gli atti respiratori si abbassano a 2-3 al minuto, la temperatura da 38 gradi scende a soli 7-4 gradi e le pulsazioni cardiache scendono sotto i 40 al minuto. Prima del letargo, che dura generalmente da ottobre ad aprile, gli animali trasportano con la bocca l'erba secca per allestire un appropriato giaciglio per il lungo inverno.
In primavera, all'uscita del letargo, la marmotta costituisce una facile preda perché ben visibile, mentre corre alla ricerca del cibo, sulle praterie ancora innevate. Le ricerche più recenti hanno evidenziato che durante il letargo gli animali sono soggetti a periodici risvegli seguiti da
breve attività. Questi temporanei risvegli hanno lo scopo di aumentare la temperatura corporea sia degli adulti sia dei piccoli, maggiormente esposti a un'eventuale morte per ipotermia.
Si tratta di un caso di cura parentale estesa anche agli altri adulti presenti. Se il numero di questi nella tana diminuisce o è ridotto alla singola unità, tale tecnica di termoregolazione sociale diventa insufficiente e la mortalità dei piccoli aumenta. Il fischio è il tipico segnale di allarme della specie e serve inoltre a mantenere un collegamento fra i componenti del gruppo.
In passato si riteneva erroneamente che fosse un vero e proprio fischio, ma in verità si tratta di un grido di origine laringea che viene emesso a bocca aperta. Inoltre esistono diversi tipi di segnale: ad esempio un fischio singolo indica una minaccia che proviene dall'alto, quale potrebbe essere un predatore alato (aquila) o un uomo che scende da un pendio; una serie di fischi segnalano un pericolo proveniente da un lato, come una volpe, un cane o un uomo che giunge lateralmente. L'intensità del fischio fornisce indicazioni sulla distanza del probabile predatore. I segnali sono udibili fino a un chilometro in linea d'aria.

### Alimentazione
La sua alimentazione è vegetariana e costituita essenzialmente da erbe, radici e semi che le consentono di accumulare, nella buona stagione, il grasso che verrà consumato durante il letargo invernale.
Non essendo un ruminante deve selezionare, in funzione della digeribilità, il tipo di alimento: questa è la ragione per cui sono privilegiate le parti vegetali più tenere e in particolare i fiori.
Il grasso della Marmotta, nella medicina popolare delle regioni alpine, veniva un tempo considerato come valido rimedio contro alcune malattie bronchiali, polmonari e reumatiche.
La marmotta non beve l'acqua che scorre nei ruscelli bensì trae i liquidi necessari al suo organismo unicamente dal consumo di erba e dalla rugiada mattutina.

### Riproduzione

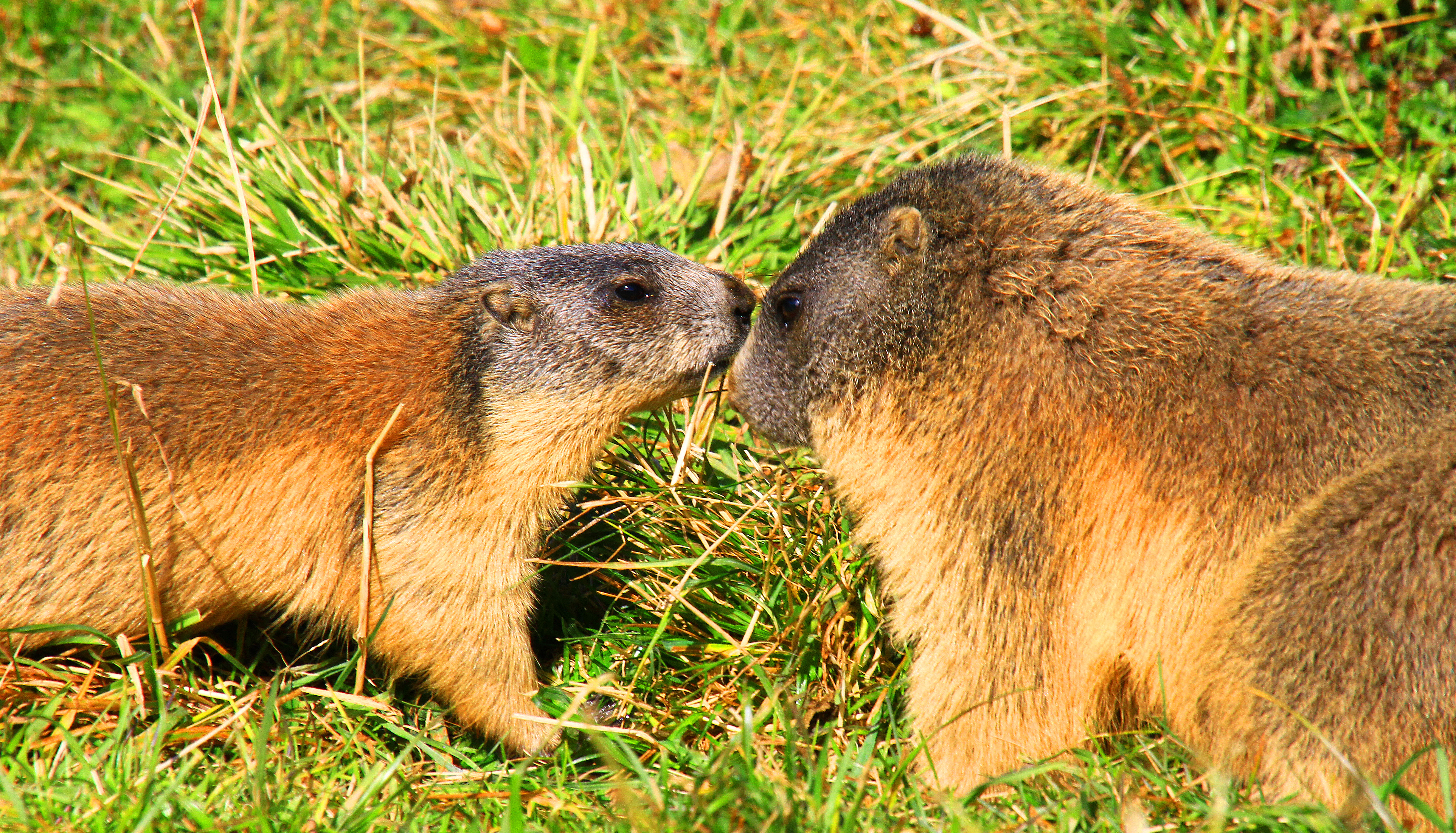
Una coppia di marmotte nel Parco Nazionale dello Stelvio.

Il periodo degli amori si colloca in primavera; dopo una gestazione di 40 giorni nascono generalmente da due a cinque piccoli.
Essi vengono allattati dalla madre per 42 giorni e escono dalla tana, per la prima volta, solitamente agli inizi di luglio.
La marmotta vive in nuclei familiari in cui il maschio tende ad accoppiarsi solo con la femmina adulta dominante.
Nelle Dolomiti altoatesine la marmotta era il totem del semi-leggendario popolo preistorico dei Fanes.

## Galleria d'immagini

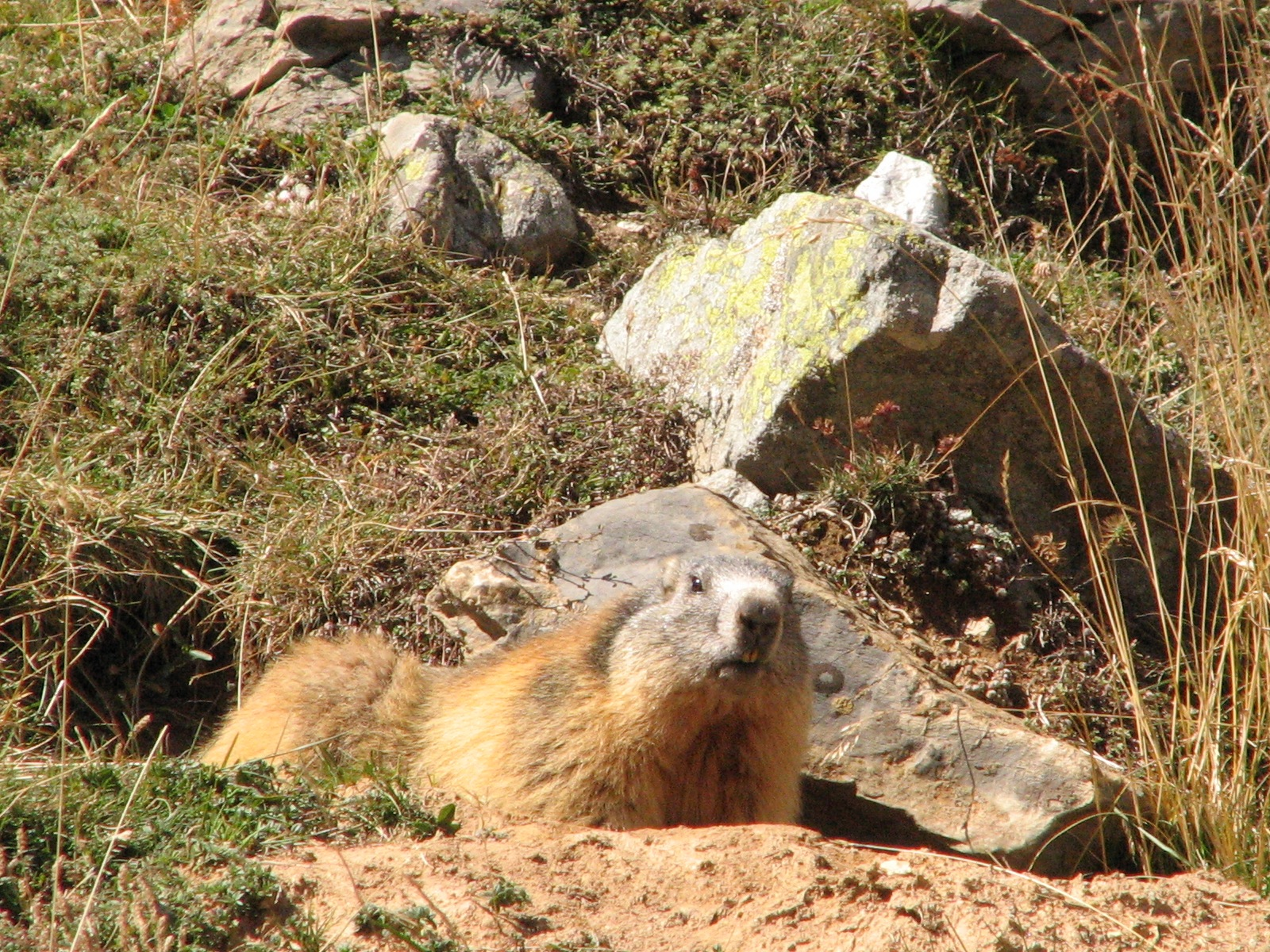
Marmotta alpina
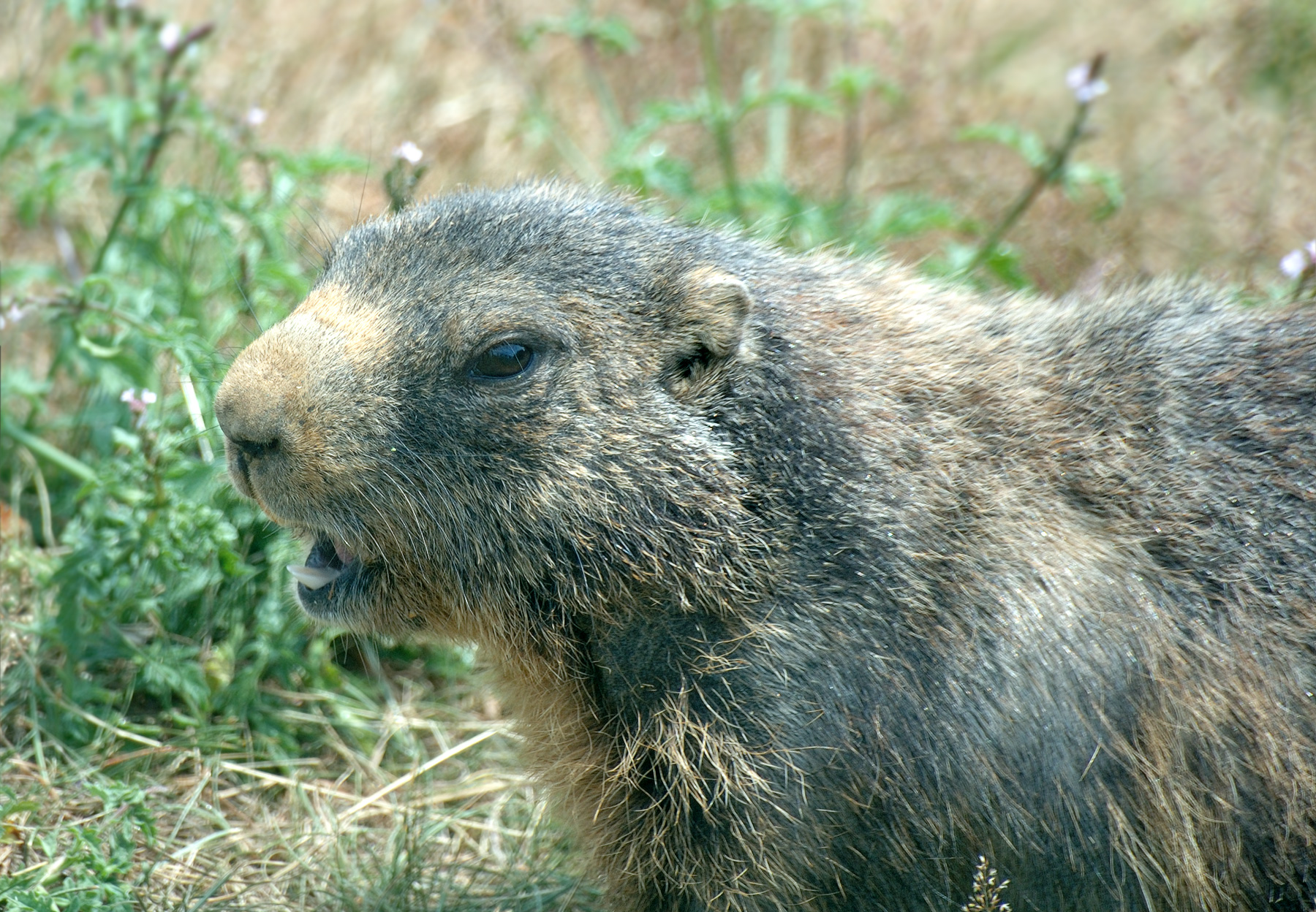
Profilo della marmotta alpina
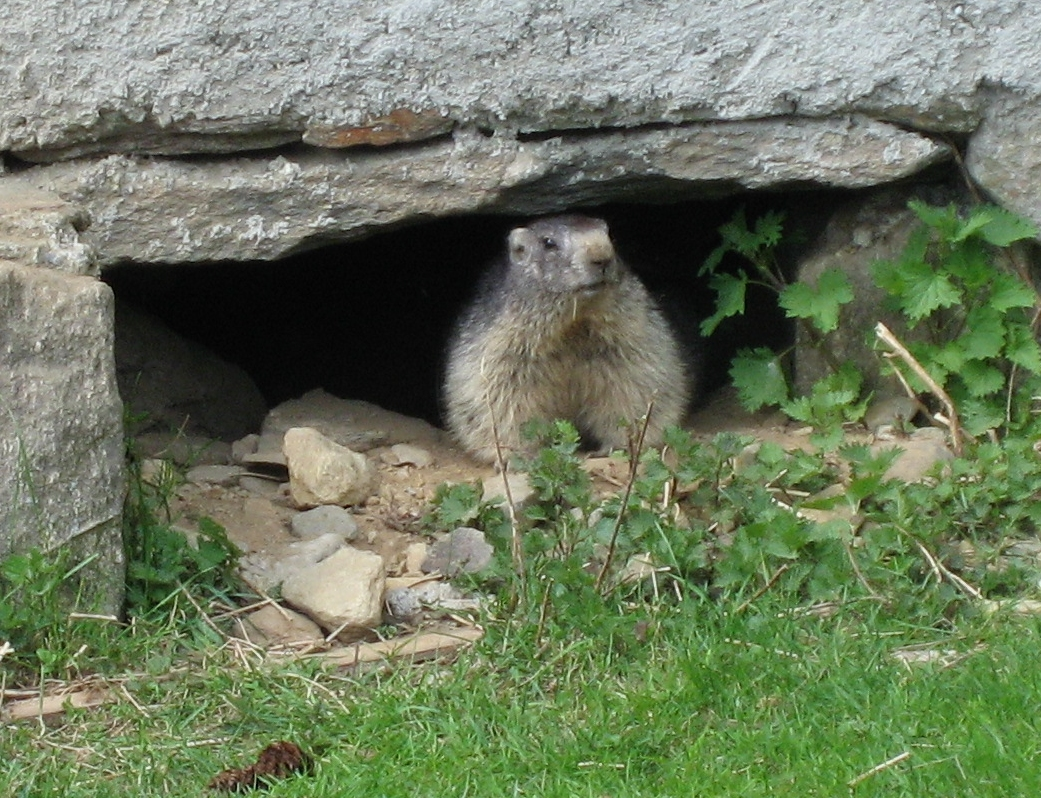
La marmotta alpina all'imboccatura del suo rifugio
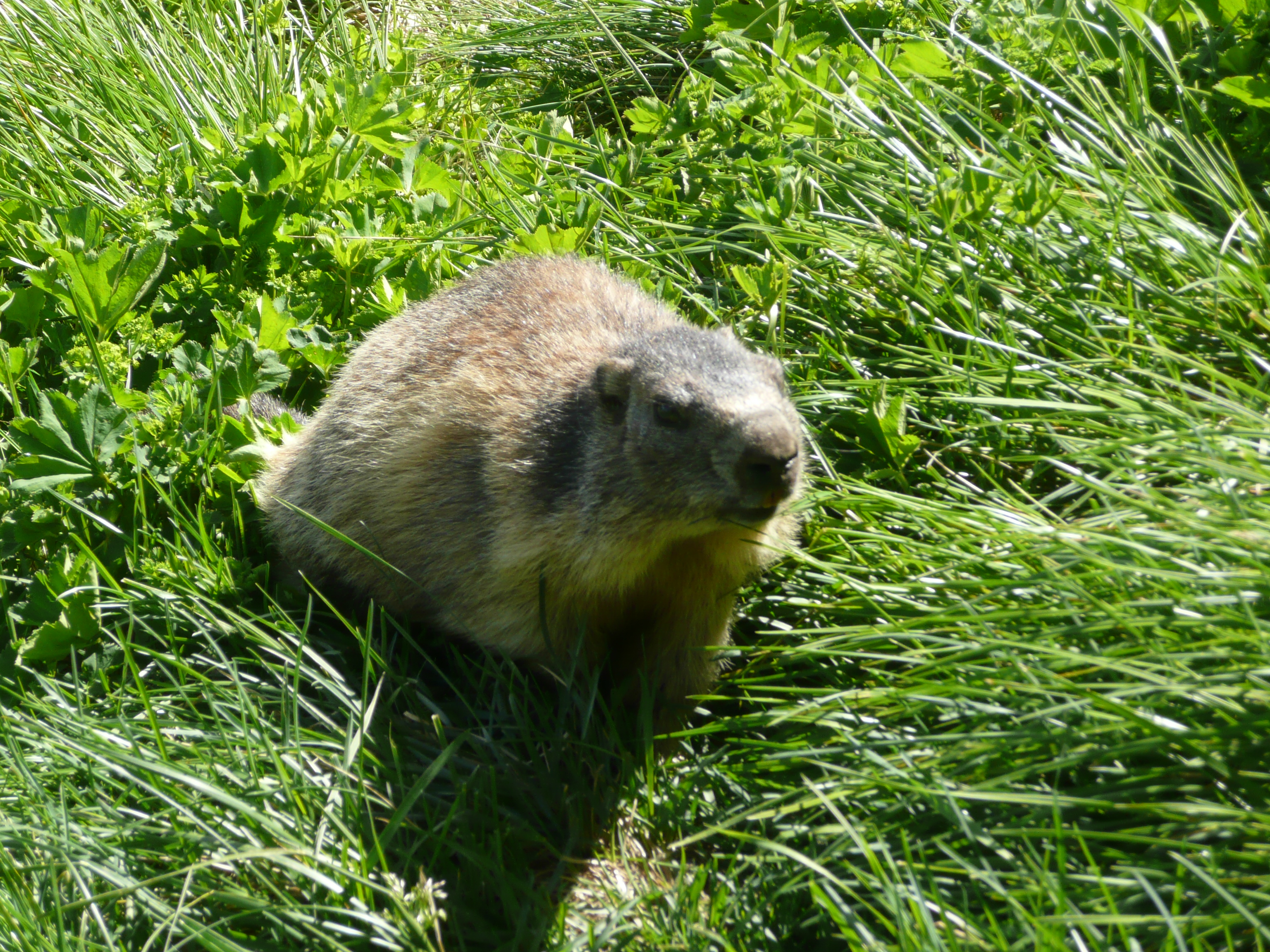
Marmotta alpina in Provincia di Belluno